# 1958 Chandra
1958 Chandra là một tiểu hành tinh vành đai chính đặt tên theo Subrahmanyan Chandrasekhar, một nhà vật lý Ấn Độ-American.